# Pierre d'Aumont
Gran Maestre Regional del Temple en Auvernia durante la persecución de la Orden por el rey Felipe IV de Francia
Cuenta la leyenda que a pesar de la detención en masa de 1307, una serie de templarios lograron ocultarse en toda Francia, entre ellos Pierre d'Aumont, de quien se dice permaneció apoyando en secreto a Jacques de Molay hasta su último día, como si la secreta esperanza de ver a su maestro en libertad le impidiese entrar en el exilio como tantos otros lo habían hecho. Hay quienes argumentan que ese fue uno de los planes secretos del Gran Maestre.
La historia argumenta que en la noche del 18 de marzo de 1314, D'Aumont y otros ocho caballeros templarios, disfrazados de albañiles, se reunieron hasta la cenizas de Jacques de Molay, apuntaron con sus espadas hacia el fuego y gritaron una palabra que hasta la fecha es considerada como la contraseña secreta del grado de Maestro Masón. Ellos juraron vengar a su Gran Maestre y mantener a la Orden del Temple viva. 
Presuntamente, D'Aumont y los ocho templarios huyeron a Escocia y, en la Isla de Mull, fue nombrado nuevo Gran Maestre de la Orden el 24 de junio de 1315. Previo a ello, este grupo de templarios ayudó al rey Robert the Bruce en su lucha contra los ingleses, y él los recompensó con la creación de la Orden del Cardo, cuyo patrono es San Andrés de la cual se cree años más tarde derivó la Masonería .